# Podbíječka

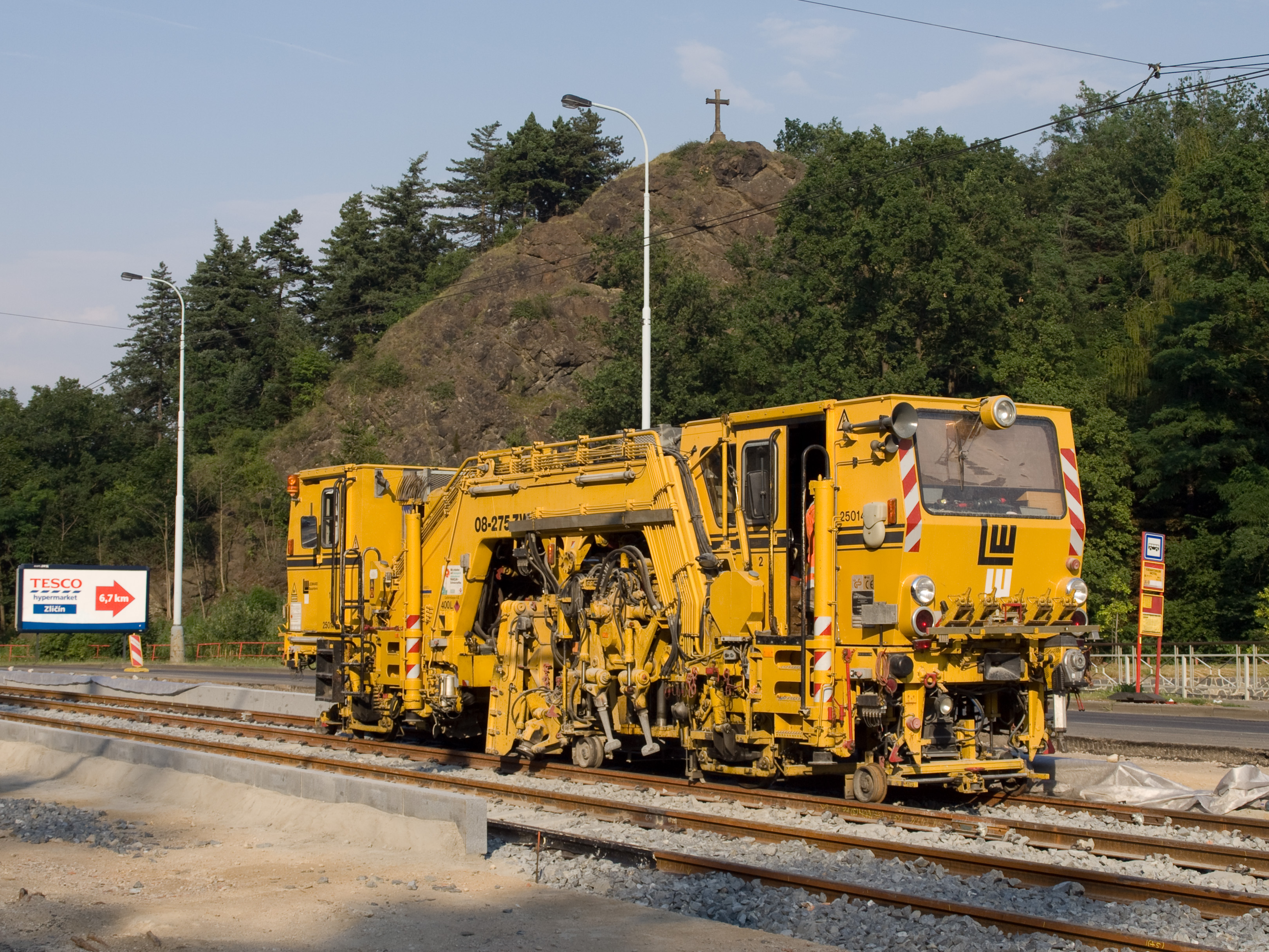
Podbíječka typu Plasser & Theurer 08-275 ZW, používaná především na železnici, při rekonstrukci tramvajové trati v Praze

Podbíječka je strojní zařízení, sloužící ke zhutňování štěrku pod pražci při úpravách železničního svršku.
Podbíječka zmechanizovala původní fyzicky náročnou práci podbíjení při zpevňování štěrkového lože a prakticky nahradila ruční podbiják.
Podbíječka je obvykle buď umístěna na samostatném podvozku nebo je součástí automatizované linky pro údržbu trati. Podbíječky existují v mnoha velikostech – od v podstatě ručních zařízení (první podbíječky byly skutečně přepravovány ručně), až po mohutné elektronicky naváděné stroje.

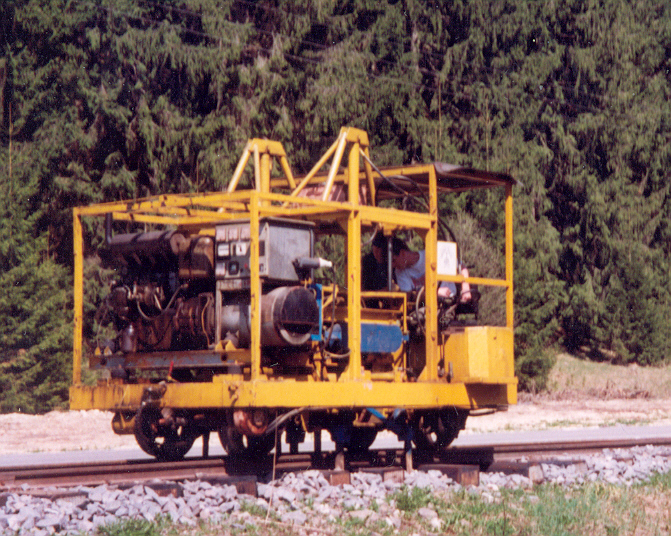
Malá strojní podbíječka při rekonstrukci trati ČHŽ. Tento stroj byl používán i při rekonstrukci tratí JHMD

Základem podbíječky jsou dvojice ramen (první podbíječky měly jen jedno rameno), která jsou mechanicky zabořena proti sobě pod úroveň pražce a stlačena k sobě. Tím je zhutněn štěrk pod pražcem. Pro zvýšení účinnosti jsou ramena napojena na vibrační motory. Zhutnění štěrku je velmi účinné a dá se jím nejen zpevňovat ale i do určité míry (o milimetry až centimetry) zdvihat trať.